# Just Dance VR
Just Dance VR (Também conhecido como Just Dance VR: Welcome to Dancity), é um jogo de ritmo musical de realidade virtual desenvolvido pela Ubisoft Paris em associação com a Soul Assembly e publicado pela Ubisoft. Foi lançado para os fones de ouvido Meta Quest 2, Meta Quest 3, Meta Quest 3S e Meta Quest Pro em 15 de outubro de 2024, sendo um título spin-off da série Just Dance.
É o primeiro jogo spin-off de Just Dance em 8 anos após Just Sing, lançado em setembro de 2016.

## Desenvolvimento
Os planos para um jogo de realidade virtual Just Dance datam de 2016. Um protótipo foi apresentado na E3 2016, contendo as músicas "Same Old Love", "Born This Way" e "Chiwawa" de Just Dance 2016, ao lado de "Problem" de Just Dance 2015, adaptadas para versões em 360 graus. O protótipo foi referido como Just Dance VR pela Ubisoft. Embora tenha sido dito que seria lançado no ano seguinte as notícias sobre o jogo ficaram em silêncio após o evento e o protótipo nunca foi tornado público. Não está claro se serviu ou não de base para o jogo final.
Em setembro de 2022, o jogo foi reanunciado como exclusivo Pico 4, com lançamento previsto para 2023. No entanto, as notícias ficaram em silêncio mais uma vez durante a maior parte de 2023. Em novembro daquele ano, foi anunciado que o desenvolvimento continuaria com um novo parceiro após grandes demissões na Pico e vendas decepcionantes de fones de ouvido Pico 4. O jogo foi posteriormente apresentado no Ubisoft Forward em junho de 2024, onde foi revelado que o jogo seria exclusivo do Meta Quest.
Desenvolvimento focado em criar imersão e interação, adaptando músicas de entradas anteriores da série em experiências de realidade virtual. Isso incluiu a adição de pontuação à esquerda, em contraste com os jogos da série tradicionalmente pontuando apenas por meio do movimento da mão direita, e retrabalhando a interface do usuário em uma configuração de VR de 360 graus. Avatares personalizáveis e um hub social também foram adicionados com o objetivo de permitir aos jogadores uma experiência mais divertida interagindo uns com os outros.

## Jogabilidade
Tal como acontece com as entradas principais e spin-offs anteriores da franquia, os jogadores devem imitar a coreografia do treinador na tela para uma música escolhida, neste caso utilizando os controladores Touch, Touch Pro e Touch Plus do fone de ouvido, respectivamente.
Todas as músicas são retiradas de jogos anteriores da série, com exceção de "Centuries", que atua como uma faixa exclusiva.
Os jogadores podem acessar dois espaços sociais 3D distintos; o Apartamento e Dancity. No primeiro, os usuários podem ver todos os troféus que ganharam, personalizar seu avatar e interagir com bastões luminosos e uma cesta de basquete. E neste último podemos convidar outros usuários para sessões multijogador, participar de batalhas de dança freestyle e competir jogando uma bola em um aro. Em ambos, eles podem escolher qual música tocar.
Dentro de uma música, no máximo seis jogadores podem dançar simultaneamente. Feedback tátil, como rastros de mão, efeitos de pulso e palmas, pode ser feito durante a dança.

## Trilha sonora
As seguintes músicas aparecem em Just Dance VR:
| Música                                            | Artista                                                    | Ano  | Jogo original           |
| ------------------------------------------------- | ---------------------------------------------------------- | ---- | ----------------------- |
| "After Party"                                     | Banx & Ranx feat. Zach Zoya                                | 2023 | Just Dance 2024 Edition |
| "A Little Party Never Killed Nobody (All We Got)" | Fergie feat. Q-Tip e GoonRock                              | 2013 | Just Dance 2019         |
| "Bad Liar"                                        | Selena Gomez                                               | 2017 | Just Dance 2018         |
| "Beauty and a Beat"                               | Justin Bieber feat. Nicki Minaj                            | 2012 | Just Dance 4            |
| "Born This Way"                                   | Lady Gaga                                                  | 2011 | Just Dance 2016         |
| "Blinding Lights"                                 | The Weeknd                                                 | 2019 | Just Dance 2021         |
| "Call Me Maybe"                                   | Carly Rae Jepsen                                           | 2011 | Just Dance 4            |
| "Centuries                                        | Fall Out Boy                                               | 2014 | Just Dance VR           |
| "Dark Horse"                                      | Katy Perry                                                 | 2013 | Just Dance 2015         |
| "Don't Stop Me Now"                               | Queen                                                      | 1978 | Just Dance 2017         |
| "Hollaback Girl"                                  | Gwen Stefani                                               | 2005 | Just Dance +            |
| "How You Like That"                               | BLACKPINK                                                  | 2020 | Just Dance 2024 Edition |
| "I Will Survive"                                  | Gloria Gaynor                                              | 1978 | Just Dance 2014         |
| "Jai Ho! (You Are My Destiny)"                    | A. R. Rahman e The Pussycat Dolls feat. Nicole Scherzinger | 2009 | Just Dance 2            |
| "Lights"                                          | Ellie Goulding                                             | 2011 | Just Dance 2016         |
| "Love Me Again"                                   | John Newman                                                | 2013 | Just Dance 2015         |
| "Starships"                                       | Nicki Minaj                                                | 2012 | Just Dance 2014         |
| "Stop This Fire"                                  | Nius                                                       | 2024 | Just Dance 2025 Edition |
| "Taki Taki"                                       | DJ Snake feat. Selena Gomez, Ozuna e Cardi B               | 2018 | Just Dance 2020         |
| "Thank U, Next"                                   | Ariana Grande                                              | 2018 | Just Dance +            |
| "Therefore I Am"                                  | Billie Eilish                                              | 2020 | Just Dance 2023 Edition |
| "Tusa"                                            | Karol G and Nicki Minaj                                    | 2019 | Just Dance Unlimited    |
| "Volar"                                           | Lele Pons feat. Susan Diaz e Victor Cardenas               | 2020 | Just Dance 2021         |
| "Wake Me Up”                                      | Avicii featuring Aloe Blacc                                | 2013 | Just Dance 2014         |
| "Wannabe"                                         | Itzy                                                       | 2020 | Just Dance 2023 Edition |

1. ↑  essa música foi exclusiva do jogo por um tempo, depois foi lançada no Just Dance +
2. ↑  Estilizado no jogo como "Wake Me Up!"

## Recepção
Just Dance VR recebeu avaliações mistas a positivas. Hamish Hector, do TechRadar Gaming, descreveu a lista de faixas como "desatualizada" em comparação com Just Dance 2025 Edition, lançado no mesmo dia. Ele também criticou o fato de o jogo não aproveitar ao máximo seus cenários em 360 VR, além da falta de um modo de realidade mista e um sistema de pontuação ruim.  Giovanni Colantonio do Digital Trends deu ao jogo uma perspectiva mais positiva, elogiando a transição suave da série para um formato de realidade virtual, mas ainda criticando a interface pouco clara, a pequena seleção de músicas e a possibilidade de bater em objetos da vida real enquanto dança. Henry Stockdale do UploadVR comentou positivamente sobre o centro social e os ambientes das músicas, enquanto a pequena seleção de músicas e a quantidade limitada de coisas para fazer em Dancity foram suas principais reclamações.